# Promozione Abruzzo 1956-1957
La Promozione fu il massimo campionato regionale di calcio disputato negli Abruzzi nella stagione 1956-1957.
A ciascun girone, che garantiva al suo vincitore la promozione a condizione di soddisfare le condizioni economiche richieste dai regolamenti, partecipavano sedici squadre, ed era prevista la retrocessione solo della peggiore piazzata, a causa della previsto allargamento della sovrastante IV Serie.

## Squadre partecipanti
| Squadra                     | Città (provincia)             | Stagione precedente |
| --------------------------- | ----------------------------- | ------------------- |
| U.S. Andreja Pescara        | Pescara                       |                     |
| S.S. Asfalti Abruzzi-Celano | Celano (AQ)                   |                     |
| G.S. Aterno                 | Raiano (AQ)                   |                     |
| A.S. Atessa                 | Atessa (CH)                   |                     |
| A.S. Carsoli                | Carsoli (AQ)                  |                     |
| U.S. Chieti Scalo           | Chieti                        |                     |
| S.S. Francavilla            | Francavilla al Mare (CH)      |                     |
| Pol. Forza e Coraggio       | Avezzano (AQ)                 |                     |
| A.S. Guardiagrele           | Guardiagrele (CH)             |                     |
| A.C. Ortona                 | Ortona (CH)                   |                     |
| A.C. Popoli                 | Popoli (PE)                   |                     |
| A.S. Pro Vasto              | Vasto (CH)                    |                     |
| A.S. Santegidiese           | Sant'Egidio alla Vibrata (TE) |                     |
| S.S. Sulmona                | Sulmona (AQ)                  |                     |
| U.S. Termoli                | Termoli (CB)                  |                     |
| U.S. Ursus                  | Pescara                       |                     |

## Classifica finale
|  | Pos. | Squadra                   | Pt | G  | V  | N  | P  | GF | GS | DR  |
|  | ---- | ------------------------- | -- | -- | -- | -- | -- | -- | -- | --- |
|  | 1.   | Forza e Coraggio Avezzano | 52 | 30 | 24 | 4  | 2  | 85 | 17 | +68 |
|  | 2.   | Ortona                    | 52 | 30 | 24 | 4  | 2  | 93 | 14 | +79 |
|  | 3.   | Asfalti Abruzzi-Celano    | 47 | 30 | 21 | 5  | 4  | 63 | 23 | +40 |
|  | 4.   | Termoli                   | 38 | 30 | 17 | 3  | 10 | 55 | 29 | +26 |
|  | 5.   | Popoli                    | 32 | 30 | 12 | 8  | 10 | 48 | 44 | +4  |
|  | 6.   | Francavilla               | 30 | 30 | 12 | 6  | 12 | 52 | 41 | +11 |
|  | 6.   | Pro Vasto (-1)            | 30 | 30 | 13 | 5  | 12 | 32 | 33 | -1  |
|  | 6.   | Sulmona                   | 31 | 30 | 14 | 3  | 13 | 54 | 59 | -5  |
|  | 9.   | Carsoli                   | 26 | 30 | 10 | 6  | 14 | 29 | 53 | -24 |
|  | 10.  | Ursus                     | 25 | 30 | 7  | 11 | 12 | 32 | 45 | -13 |
|  | 11.  | Chieti Scalo              | 24 | 30 | 9  | 6  | 15 | 32 | 49 | -17 |
|  | 12.  | Santegidiese              | 23 | 30 | 10 | 3  | 17 | 22 | 50 | -28 |
|  | 13.  | Andreja Pescara           | 21 | 30 | 8  | 5  | 17 | 25 | 40 | -15 |
|  | 14.  | Aterno                    | 17 | 30 | 7  | 3  | 20 | 21 | 63 | -42 |
|  | 15.  | Atessa                    | 16 | 30 | 6  | 4  | 20 | 35 | 71 | -36 |
|  | 16.  | Guardiagrele              | 16 | 30 | 4  | 8  | 18 | 34 | 81 | -47 |

Legenda:
      Promosso in Interregionale Seconda Categoria 1957-1958.
      Promosso in IV Serie.
  Retrocesso e in seguito riammesso.
Regolamento:
Due punti a vittoria, uno a pareggio, zero a sconfitta.
Pari merito in caso di pari punti e spareggi in caso di pari punti in zona promozione e retrocessione.
Note:
Pro Vasto ha scontato 1 punto di penalizzazione in classifica per una rinuncia.

### Spareggio salvezza/retrocessione
|        | Risultato |             | Luogo e data             |
| ------ | --------- | ----------- | ------------------------ |
| Atessa | 3 - 2     | Guardagrele | Lanciano, 16 giugno 1957 |
|        |           |             |                          |